# آلتا فان مانن
آلتا فان مانن (انگلیسی: Aletta van Manen؛ زادهٔ ۲۰ اکتبر ۱۹۵۸) بازیکن هاکی روی چمن اهل هلند بود.
وی در مسابقات کشوری و بین‌المللی در مجموع برندهٔ ۵ مدال طلا، ۱ مدال برنز شده‌است.